# Ixcatla, Zitlala
Ixcatla är en ort i Mexiko.   Den ligger i kommunen Zitlala och delstaten Guerrero, i den sydöstra delen av landet, 190 km söder om huvudstaden Mexico City. Ixcatla ligger 1 599 meter över havet och antalet invånare är 262.
Terrängen runt Ixcatla är bergig västerut, men österut är den kuperad. Runt Ixcatla är det ganska glesbefolkat, med 31 invånare per kvadratkilometer. Närmaste större samhälle är Chilapa de Alvarez, 17,4 km söder om Ixcatla. I omgivningarna runt Ixcatla växer huvudsakligen savannskog.